# 阿日
阿日（法語：Agy，法語發音：[aʒi] ⓘ）是法国卡尔瓦多斯省的一个市镇，属于巴约区。

## 地理
阿日（49°14'28"N, 0°45'40"W）面积4.21 平方千米，位于法国诺曼底大区卡爾瓦多斯省，该省份为法国西北部沿海省份，北濒大西洋英吉利海峡，东北与滨海塞纳省以海上边界相接，东临厄尔省，南至奧恩省，西与芒什省接壤。
与阿日接壤的市镇（或旧市镇、城区）包括：康皮尼、诺龙拉波特里、朗希、叙布勒、勒特龙凯。

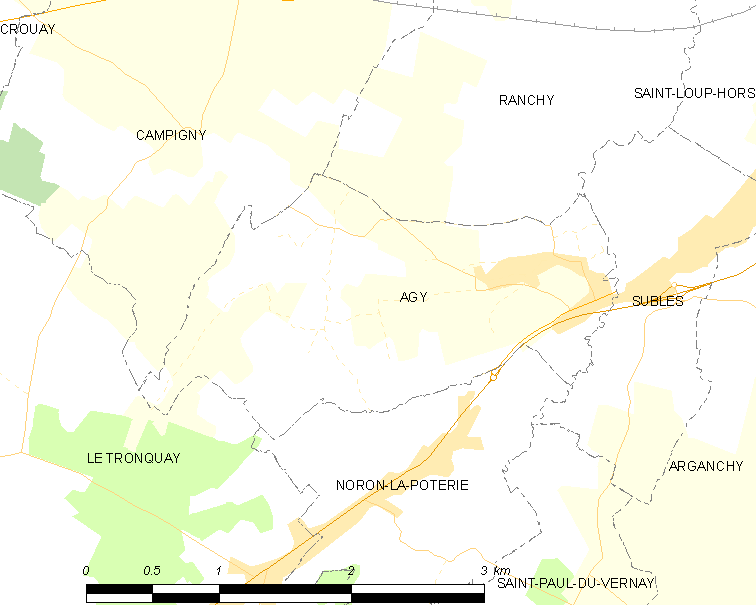
阿日的OSM定位图

阿日的时区为UTC+01:00、UTC+02:00（夏令时）。

## 行政
阿日的邮政编码为14400，INSEE市镇编码为14003。

## 政治
阿日所属的省级选区为巴约县。

## 人口

1962-2008年间阿日人口变化图示

阿日于2022年1月1日时的人口数量为317人。